# Власина Стојковићева
Власина Стојковићева је насеље у Србији у општини Сурдулица у Пчињском округу. Према попису из 2022. било је 104 становника.

## Демографија
У насељу Власина Стојковићева живи 204 пунолетна становника, а просечна старост становништва износи 46,0 година (41,5 код мушкараца и 50,3 код жена). У насељу има 94 домаћинства, а просечан број чланова по домаћинству је 2,68.
Ово насеље је великим делом насељено Србима (према попису из 2002. године), а у последња три пописа, примећен је пад у броју становника.
|  |

| Демографија | Демографија | Демографија |
| Година      | Становника  | Становника  |
| ----------- | ----------- | ----------- |
| 1948.       | 1.359       |             |
| 1953.       | 1.279       |             |
| 1961.       | 1.084       |             |
| 1971.       | 764         |             |
| 1981.       | 489         |             |
| 1991.       | 287         | 287         |
| 2002.       | 252         | 253         |
| 2011.       | 164         |             |
| 2022.       | 104         |             |

| Етнички састав према попису из 2002.‍ | Етнички састав према попису из 2002.‍ | Етнички састав према попису из 2002.‍ | Етнички састав према попису из 2002.‍ | Етнички састав према попису из 2002.‍ |
| ------------------------------------ | ------------------------------------ | ------------------------------------ | ------------------------------------ | ------------------------------------ |
|                                      |                                      |                                      |                                      |                                      |
| Срби                                 | Срби                                 |                                      | 251                                  | 99,60%                               |
| непознато                            | непознато                            |                                      | 1                                    | 0,39%                                |

| Година пописа     | 1948. | 1953. | 1961. | 1971. | 1981. | 1991. | 2002. |
| ----------------- | ----- | ----- | ----- | ----- | ----- | ----- | ----- |
| Број домаћинстава | 210   | 207   | 210   | 193   | 148   | 103   | 94    |

| Број чланова      | 1  | 2  | 3  | 4  | 5 | 6 | 7 | 8 | 9 | 10 и више | Просек |
| ----------------- | -- | -- | -- | -- | - | - | - | - | - | --------- | ------ |
| Број домаћинстава | 23 | 34 | 11 | 14 | 6 | 2 | 3 | 0 | 1 | 0         | 2,68   |

| Пол    | Укупно | Неожењен/Неудата | Ожењен/Удата | Удовац/Удовица | Разведен/Разведена | Непознато |
| ------ | ------ | ---------------- | ------------ | -------------- | ------------------ | --------- |
| Мушки  | 102    | 28               | 68           | 5              | 1                  | 0         |
| Женски | 111    | 14               | 66           | 29             | 2                  | 0         |
| УКУПНО | 213    | 42               | 134          | 34             | 3                  | 0         |

| Пол    | Укупно                    | Пољопривреда, лов и шумарство | Рибарство                            | Вађење руде и камена | Прерађивачка индустрија       |
| ------ | ------------------------- | ----------------------------- | ------------------------------------ | -------------------- | ----------------------------- |
| Мушки  | 32                        | 4                             | 0                                    | 0                    | 5                             |
| Женски | 6                         | 2                             | 0                                    | 0                    | 3                             |
| УКУПНО | 38                        | 6                             | 0                                    | 0                    | 8                             |
| Пол    | Производња и снабдевање   | Грађевинарство                | Трговина                             | Хотели и ресторани   | Саобраћај, складиштење и везе |
| Мушки  | 0                         | 13                            | 1                                    | 0                    | 1                             |
| Женски | 0                         | 0                             | 1                                    | 0                    | 0                             |
| УКУПНО | 0                         | 13                            | 2                                    | 0                    | 1                             |
| Пол    | Финансијско посредовање   | Некретнине                    | Државна управа и одбрана             | Образовање           | Здравствени и социјални рад   |
| Мушки  | 0                         | 0                             | 4                                    | 0                    | 1                             |
| Женски | 0                         | 0                             | 0                                    | 0                    | 0                             |
| УКУПНО | 0                         | 0                             | 4                                    | 0                    | 1                             |
| Пол    | Остале услужне активности | Приватна домаћинства          | Екстериторијалне организације и тела | Непознато            | Непознато                     |
| Мушки  | 0                         | 0                             | 0                                    | 3                    | 3                             |
| Женски | 0                         | 0                             | 0                                    | 0                    | 0                             |
| УКУПНО | 0                         | 0                             | 0                                    | 3                    | 3                             |

## Збирка слика
- Стара махала (заселак) у Власини Стојковићевој
- Викенд насеље у Власини Стојковићевој